# Саруман
Саруман је лик из романа о Средњој земљи Џ. Р. Р. Толкина. Као секундарни антагониста појављује се у трилогији Господар прстенова, а спомиње се и у Силмарилиону и Незавршеним причама.

## Биографија лика

### Порекло
Саруман Мудри је био један од Мајара, божанских бића која су заједно са Валарима живели на континенту Аман, одвојеним од Средње земље. Када је Сауронова сенка поново почела да јача, око 1000. године Трећег доба, Валари су одлучили да пошаљу своје изасланике (Истаре) који би му се супротставили. Валар Ауле је изабрао Мају Курума за свог изасланика. Курумо је први стигао у Средњу земљу. Узео је облик старијег човека отменог држања и пријатног гласа, обученог у бело. Имао је црну косу, која му је касније поседела. Курума су сматрали старешином Истара, а он је заиста био најстарији и најмоћнији међу њима.

### Период пре Белог савета
После Курума су стигли остали Истари, а последњи је био Олорин. Вилењак Кирдан му је даровао Прстен Ватре, Нарју, што је изазвало Курумову љубомору и нетрпељивост према Олорину, који је касније назван Гандалф.
Курумо је заједно са још двојицом Истара, названих и Плави чаробњаци, отишао на исток по свом доласку. Касније се вратио на запад и највише се кретао међу Људима у Гондору. Они су му дали име Саруман Бели. Вилењаци су га, пак, називали Курунир, што значи Вешт Човек, јер је он имао велико умеће у свим вештинама, посебно у ковачком занату. Саруману је чувар престола Гондора, Берен, дао кључеве куле Ортанк и дозволио му да живи у Изенгарду.

### Бели савет
Бели савет је основан 2463. године Трећег раздобља и окупљао је Сауронове непријатеље. Наиме, Саурон је поново ојачао и било је неопходно да постоји организација која ће му пружити отпор. За старешину Савета изабран је Саруман, иако је Галадријела желела да то буде Гандалф. 
Током следећих векова, Саруман је почео да тражи Сауронов Јединствени Прстен, надајући се да ће моћи да његову моћ искористи за себе. Он је тада постао издајник Савета и износио им је лажне податке. Опирао се Гандалфовом предлогу да се нападне Дол Гулдур, Сауронова тврђава, 2851. године. Он је мислио да ће се, ако Саурон ојача, Прстен сам указати, а он ће моћи да га приграби. Међутим, до 2941. године више није могао да се противи Гандалфу да не би испао сумњив и договорен је напад на Дол Гулдур. Саурон је то већ био предвидео и повукао се у Мордор где је наставио да јача.
Саруманова нетрпељивост према Гандалфу је расла и он му се подсмевао због љубави према Хобитима. Ипак, како га се потајно плашио, проучавао је сваки његов корак и неко време сам посећивао Округ, земљу Хобита. Убрзо је почео да користи дуван који је тамо растао. Гандалф је био наслутио његово издајство и тајно му је то стављао до знања.

### Рат за Прстен
Саруман је 3000. године употребио Палантир Ортанка и био ухваћен у Сауронову замку. Он је тада постао његов слуга. Наденуо је себи име Саруман Многобојни, због свог широког знања и магијског умећа. Такође је променио своје одело и носио ново које је при сваком покрету мењало боју. 
Седамнаест година касније Гандалф је открио да се Јединствени Прстен налази код Хобита Фрода Багинса. Саруман је сазнао за Гандалфово откриће и позвао га у Ортанк. Ту му је саопштио вести које је сазнао преко палантира, захтевајући да му се придружи и каже му локацију Прстена. Када је Гандалф одбио, Саруман га је затворио на врху куле, одакле га је спасао орао Гваихир два месеца касније.
У међувремену, Саруман је створио Јурук-Хаије, мутантску расу Орка и Људи. Они су постали његова војска. Послао их је да украду Прстен од Дружине Прстена, која је кренула у Мордор да га уништи, али они то нису успели да учине.
Саруман је успоставио власт над краљем Рохана, Теоденом, преко свог слуге Гриме Црвјезика. Почео је да напада Рохан. Гандалф, који је у Морији погинуо, а затим се уздигао као Гандалф Бели, ослободио је Теодена Сарумановог утицаја и организовао борбу против њега. Војска Јурук-Хаија је поражена. 
Изенгард су убрзо напали Енти, који су рушили све пред собом. Саруман је остао заробљен у кули Ортанк, јер су Енти окупирали читав Изенгард, али нису могли да уђу у кулу.

### Након Сауроновог пада
Саруман је убедио Енте да га пусте из Ортанка. Напустио је Изенгард заједно са Црвјезиком и запутио се пут Округа. Успут је срео Гандалфа, Хобите и Вилењаке који су се запутили својим домовима након победе над Сауроном. Саруман је стигао у Округ пре њих и тамо успоставио неку врсту владавине, довевши Људе који су почели да секу дрвеће. 
Када су у Округ стигли Фродо, Семвајс, Мерјадок и Перегрин, Хобити који су одиграли кључну улогу у Сауроновом паду, организован је бој Хобита и Људи, који су протерани. Фродо је дозволио Саруману да оде неповређен. Међутим, Сарумана је успут напао слуга Црвјезик и пресекао му врат зато што га је третирао као обичног пса. Саруманово тело је прекрила измаглица и однела га, тако последњи пут откривајући његову праву, мајарску природу.